# Jakob Friedrich von Rüchel-Kleist
Jakob Friedrich von Rüchel-Kleist (ur. 25 stycznia 1778 w Żegocinie, zm. 15 marca 1848 tamże) – żołnierz, generał-gubernator Gdańska, Honorowy Obywatel Miasta Gdańska.

## Życiorys
Jakob Friedrich von Rüchel-Kleist urodził się 25 stycznia 1778 w majątku Żegocino k. Sławna. Od dzieciństwa przeznaczony do służby wojskowej, do armii wstąpił w 1792. Brał udział w wojnach napoleońskich. W 1833 został generałem-lejtnantem, a pięć lat później generałem-gubernatorem Gdańska. W 1842 obchodził 50-lecie służby wojskowej, z tej okazji władze Gdańska nadały mu tytuł honorowego obywatela. Na początku stycznia 1848, z powodu złego stanu zdrowia, przeszedł na emeryturę i wrócił do Żegocina, gdzie zmarł w nocy z 14 na 15 marca 1848.